# Isla Pender
Las islas Pender pertenecen al archipiélago de las islas del Golfo, situadas en el estrecho de Georgia, entre la isla de Vancouver y la costa pacífica de la Columbia Británica, Canadá. Poseen un área total de 24 kilómetros cuadrados y una población estimada en 2500 habitantes. El clima de la isla es de tipo mediterráneo, poseyendo prados y colinas arboladas. Existen algunos lagos y pequeñas cimas así como cuevas y playas. Las islas Pender se componen de dos islas, la del norte y la del sur, que están separadas por un estrecho canal que se dragó en 1903. En 1955 se construyó un puente para unirlos manteniéndose en la actualidad.
- Datos: Q919890
- Multimedia: Pender Island / Q919890